# Moon Sung-kil
Moon Sung-kil (* 20. Juli 1963 in Yeongam, Jeollanam-do) ist ein ehemaliger südkoreanischer Boxer im Bantam- und Superfliegengewicht und Weltmeister der Verbände WBC und WBA sowie Amateurweltmeister.

## Amateurkarriere
Bei den Amateuren trat Moon ausschließlich im Bantamgewicht an und nahm im Jahre 1984 an den Olympischen Spielen teil. Dort schlug er in seinem zweiten Kampf den Briten John Hyland in der dritten Runde durch klassischen K. o. und in seinem dritten Kampf den US-Amerikaner Robert Shannon durch Abbruch in Runde 3. Im Viertelfinale musste er sich allerdings dem Dominikaner Pedro Nolasco bereits in der ersten Runde durch Abbruch geschlagen geben und errang somit keine Medaille.
1985 gewann er mit vorzeitigen Siegen über Bernard Price, Ljubiša Simić und Jose Rodriguez den Weltcup.
Im darauffolgenden Jahr konnte er seinen größten Erfolg als Amateur feiern, als er in der US-amerikanischen Stadt Reno bei den 4. Boxweltmeisterschaften mit Siegen über Fabrizio Cappai, Johnny Vasquez, Aleksandar Christow, Arnaldo Mesa und René Breitbarth die Goldmedaille eroberte.
Zudem erkämpfte Moon unter anderem insgesamt zwei Goldmedaillen bei den Asienspielen, eine 1982 in der indischen Hauptstadt Neu-Delhi und eine 1986 in Seoul.
Seine Kampfbilanz war 219 Siege (164 durch K. o.) bei nur 22 Niederlagen. Er galt in seiner Gewichtsklasse als harter Knockouter.

## Profikarriere
Sein Profidebüt entschied Moon im Bantamgewicht am 8. März 1987 mit einem T.-K.-o.-Sieg in Runde 4 in einem auf 8 Runden angesetzten Kampf gegen den Philippinen Ric Bajelot für sich. Im darauffolgenden Jahr, bereits in seinem 7. Fight, boxte er gegen Khaokor Galaxy um den Weltmeistergürtel des Verbandes WBA und gewann durch „technische Punktentscheidung“ in Runde 6.
Im November desselben Jahres verteidigte er diesen Titel gegen Edgar Monserrat und im Februar des darauffolgenden Jahres gegen Chiaki Kobayashi jeweils durch T.K.o. In seinem nächsten Kampf, am 9. Juli 1989, verlor Moon den Titel im Rückkampf an Khaokor Galaxy durch einstimmigen Beschluss.
Im darauffolgenden Jahr wechselte Moon ins Superfliegengewicht und kämpfte bereits in seinem ersten Kampf gegen Nana Yaw Konadu um die Weltmeisterschaft der WBC. Moon entschied dieses Gefecht durch „technische Punktentscheidung“ in Runde 9 für sich und errang somit den Titel. Diesen Gürtel verteidigte er insgesamt neun Mal hintereinander und verlor ihn am 13. November 1993 gegen José Luis Bueno durch geteilte Punktrichterentscheidung.
Nach dieser Niederlage beendete Sung-Kil Moon seine Karriere.